# 1716 en arts plastiques
| Années des arts plastiques : 1713 - 1714 - 1715 - 1716 - 1717 - 1718 - 1719    |
| Décennies des arts plastiques : 1680 - 1690 - 1700 - 1710 - 1720 - 1730 - 1740 |

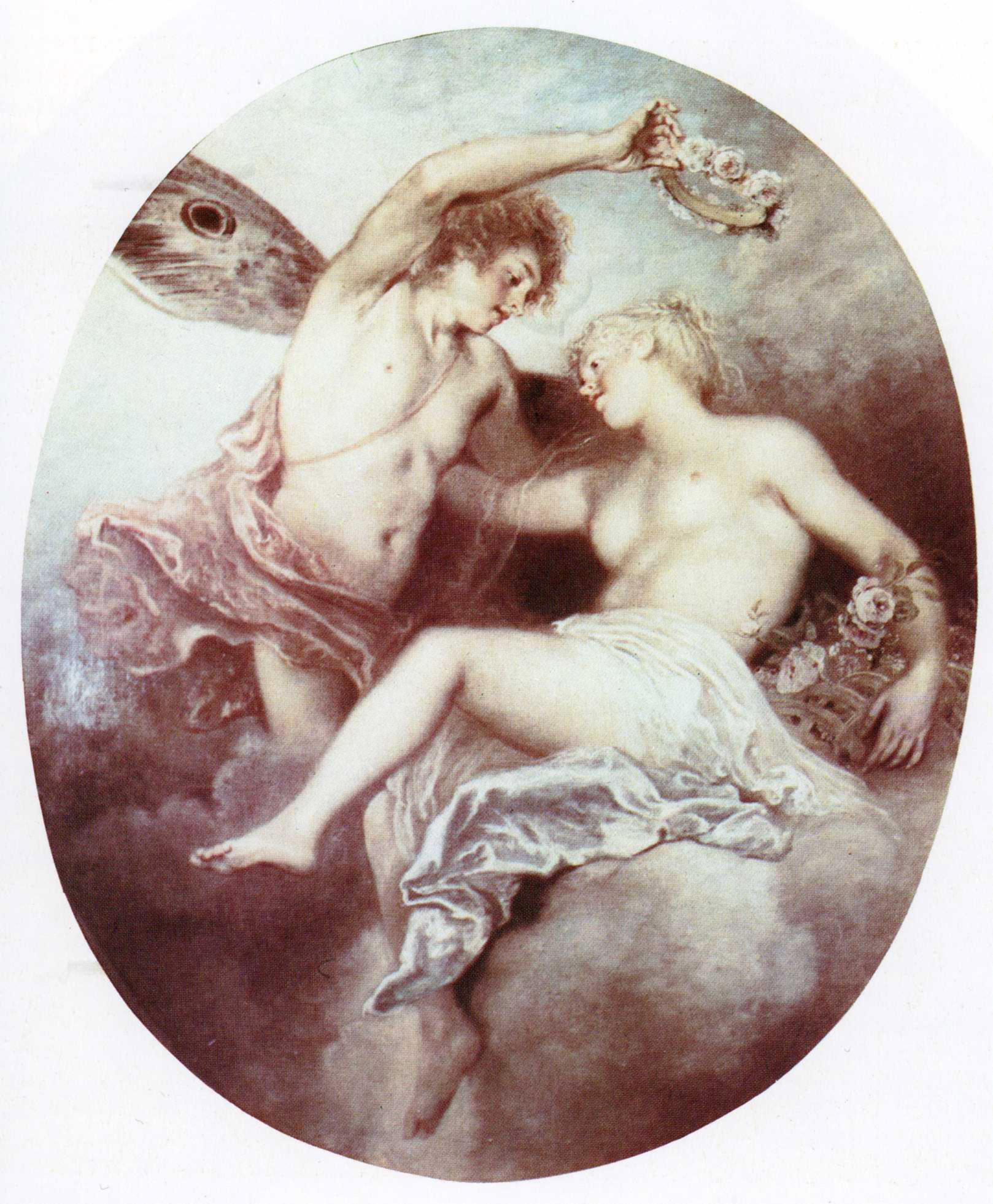
Le Printemps, toile d'Antoine Watteau.

Cette page concerne l'année 1716 en arts plastiques.

## Naissances
- 25 mars : Alexeï Antropov, peintre russe († 23 juin 1795),
- 5 avril : Jeremiah Theus, peintre américain († 17 mai 1774),
- 18 juin : Joseph-Marie Vien, peintre, dessinateur et graveur français  († 27 mars 1809),
- 24 juin : Pierre-Charles Duvivier, peintre français († 25 août 1788),
- 13 juillet : Louis-Nicolas Van Blarenberghe, peintre français († 1er mai 1794),
- 1er décembre : Étienne Maurice Falconet, sculpteur français († 24 janvier 1791),
- ? : 
  - Luis Eugidio Meléndez, peintre espagnol († 1780),
  - Matthias Oesterreich, graveur allemand, directeur de la galerie de peintures du palais de Sanssouci à Potsdam († 19 mars 1778).

## Décès
- 3 février : Giuseppe Alberti, peintre italien (° 3 octobre 1640),
- 5 mai : Paolo Pagani, peintre rococo italien (° 22 septembre 1661),
- 13 décembre : Charles de La Fosse, peintre français (° 15 juin 1636),
- 19 décembre : Louis Du Guernier, graveur français (° 1677),
- 20 décembre : Pietro de' Pietri, peintre italien du baroque tardif (° 1663),
- ? :
  - Giovanni Canti, peintre baroque italien (° 5 décembre 1653),
  - Francesco Castiglione, peintre baroque italien (° 21 décembre 1641),
  - Teresa del Po, peintre et graveuse italienne (° 1649),
  - Domenico Guardi, peintre rococo italien (° 1678),
  - Antonio Pittaluga, peintre baroque italien de l'école génoise (° 1676),
  - Mao Qiling, peintre chinois (° 1623).